# Ernest Riedel
Ernest W. „Ernie“ Riedel (* 13. Juli 1901 in New York City; † 26. März 1983 in Cape Coral) war ein US-amerikanischer Kanute.

## Erfolge
Ernest Riedel gewann bei den Olympischen Spielen 1936 in Berlin eine Bronzemedaille im Einer-Kajak. Auf der 1000-Meter-Strecke beendete er zunächst seinen Vorlauf mit einer Laufzeit von 4:40,8 min auf dem dritten Platz. Im Finallauf erreichte er dann hinter Gregor Hradetzky aus Österreich, dem Deutschen Helmut Cämmerer und auch Jaap Kraaier aus den Niederlanden als Vierter das Ziel. Sein Rückstand auf Kraaier betrug dabei drei Sekunden. Besser verlief der Wettbewerb über 10.000 Meter, bei dem alle 15 Teilnehmer direkt im Finallauf starteten. Nach 47:23,9 min überquerte Riedel als Dritter die Ziellinie, womit er hinter Ernst Krebs und Fritz Landertinger Bronze erhielt. Im Zweier-Kajak schied er mit Burr Folks dagegen bereits im Vorlauf aus.
Bei seiner zweiten Olympiateilnahme 1948 in London nahm Riedel, mittlerweile 47 Jahre alt, lediglich im Einer-Kajak auf der 10.000-Meter-Distanz teil. Dabei kam er jedoch nach 56:34,5 Minuten nicht über den zwölften und vorletzten Platz hinaus.
Auf nationaler Ebene gewann Riedel 33 Landesmeisterschaften, den Großteil davon im Kajak, teilweise aber auch im Canadier.